# الدوري القطري 1985–86
إحصائيات دوري نجوم قطر في موسم 1985-86.

## نظرة عامة
حقق الريان لقب البطولة.